# Георгиос Константинидис
Георгиос Константинидис (на гръцки: Γεώργιος Κ. Κωνσταντινίδης) е виден гръцки историк от XIX век.

## Биография
Константинидис е роден в македонския град Негуш (Науса) през 1853 година. Учи литература в Атина и Германия. Работи като директор на пловдивското училище Зарифио, на Търговското училище на Халки и три пъти е куратор на Националната библиотека в Атина между 1890 и 1904 година. От 1905 до 1915 година работи като съветник на съда.
През 70-те години участва в дейността на Асоциацията за разпространението на гръцките писмена заедно с основателя ѝ Григориос Пападопулос и други македонци, като Петрос Занос, Анастасиос Пихеон, Маргаритис Димицас и други.
Автор е на богато литературно и историческо творчество:
- Ομηρική θεολογία, 1876 (Омирова теология)
- Ιστορία των Αθηνών από Χριστού γεννήσεως μέχρι του έτους 1821, 1887 (История на Атина от Рождество Христово до 1821 година)
- Πλατωνικοί Διάλογοι, 1888 (Платонически диалози)
- Τα αίτια της πτώσεως της Βυζαντινής Αυτοκρατορίας, 1891 (Причините за падането на Визнатийската империя).[1]

Датата и мястото на смъртта му са неизвестни.